# Homaspis narrator
Homaspis narrator là một loài tò vò trong họ Ichneumonidae.